# أندرو جاي كامينز
أندرو جاي كامينز (بالإنجليزية: Andrew J. Cummins)‏ هو عسكري أمريكي، ولد في 6 ديسمبر 1868 في الإسكندرية في الولايات المتحدة، وتوفي في 15 سبتمبر 1923.